# Séligné

Séligné este o comună în departamentul Deux-Sèvres, Franța. În 2009 avea o populație de 119 de locuitori.